# 青木豊 (博物館学者)
青木 豊（あおき ゆたか、1951年 -　）は、日本の考古学者、博物館学者。國學院大學文学部元教授。鎌倉歴史文化交流館館長。

## 来歴
和歌山県橋本市生まれ。1973年國學院大學文学部史学科卒。1973年國學院大學考古学資料館学芸員、2003年國學院大學文学部教授。2021年、定年退職。
2000年「博物館展示に関する歴史的研究」で國學院大學博士（歴史学）。

## 著書
- 『博物館技術学 博物館資料化への考古資料』雄山閣出版 1985
- 『和鏡の文化史 水鑑から魔鏡まで』刀水書房 1992
- 『博物館映像展示論 視聴覚メディアをめぐる』雄山閣出版 1997
- 『博物館展示の研究』雄山閣 2003
- 『集客力を高める博物館展示論』雄山閣 2013
- 『中近世和鏡の研究』 雄山閣 2021

### 共編著
- 『柄鏡大鑑』内川隆志共編著 ジャパン通信社 1994
- 『史跡整備と博物館』編著 雄山閣 2006
- 『人文系博物館資料論 学芸員養成新課程対応!!』編 雄山閣 2012
- 『博物館学人物史』矢島國雄共編 雄山閣 2010－12
- 『明治期博物館学基本文献集成』編 雄山閣 2012
- 『神社博物館事典』編 雄山閣 2013
- 『人文系博物館資料保存論 学芸員養成新課程対応!!』編 雄山閣 2013
- 『人文系博物館展示論 学芸員養成新課程対応!!』編 雄山閣 2013
- 『人文系博物館教育論 学芸員養成新課程対応!!』編 雄山閣 2014
- 『地域を活かす遺跡と博物館 遺跡博物館のいま』鷹野光行共編 同成社 2015
- 『人間の発達と博物館学の課題 新時代の博物館経営と教育を考える』鷹野光行,並木美砂子共編 同成社 2015
- 『観光資源としての博物館』中村浩共編著 芙蓉書房出版 2016
- 『大正・昭和前期博物館学基本文献集成』山本哲也共編 雄山閣 2016